# Moines de la forêt
 (janvier 2011).
Les moines de la forêt (plus exactement bonzes de la forêt) constitue une tradition thai du bouddhisme theravada. Il s'agit d'une école du bouddhisme austère, centrée sur la pratique de la méditation.
 

## Caractéristiques
La vie monastique prend dans cette école une forme très dépouillée, rappelant certaines pratiques zen, avec lequel cette tradition partage le refus de l'intellectualisation.[Interprétation personnelle ?] [réf. nécessaire]
La pratique de la méditation, y compris samatha bhavana, est centrale. Le mantra buddho est également employé. 
Le respect du Vinaya se montre essentiel, ainsi que le respect des moines, en particulier ordonnés depuis longtemps. Certains moines pratiquent le jeûne, beaucoup l'un des dhutanga (moyen de purification). 
L'école de la forêt se montre donc très orthodoxe, assumant entièrement les spécificités du theravada.

### Moines

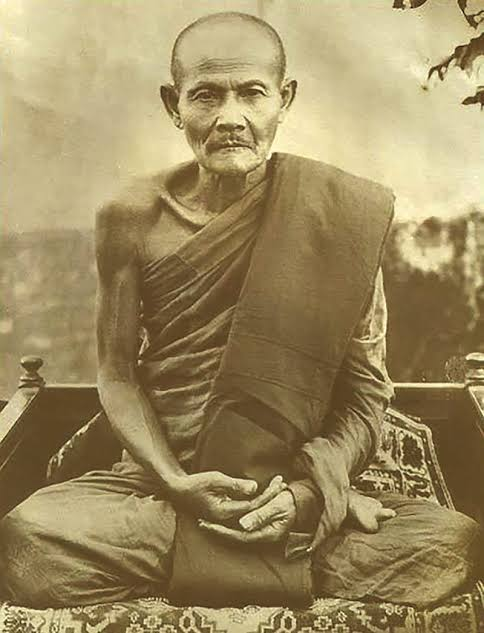
พระครูวินัยธรมั่น ภูริทตฺโต (Ajahn Mun ou Ajahn Man) (vers 1940)

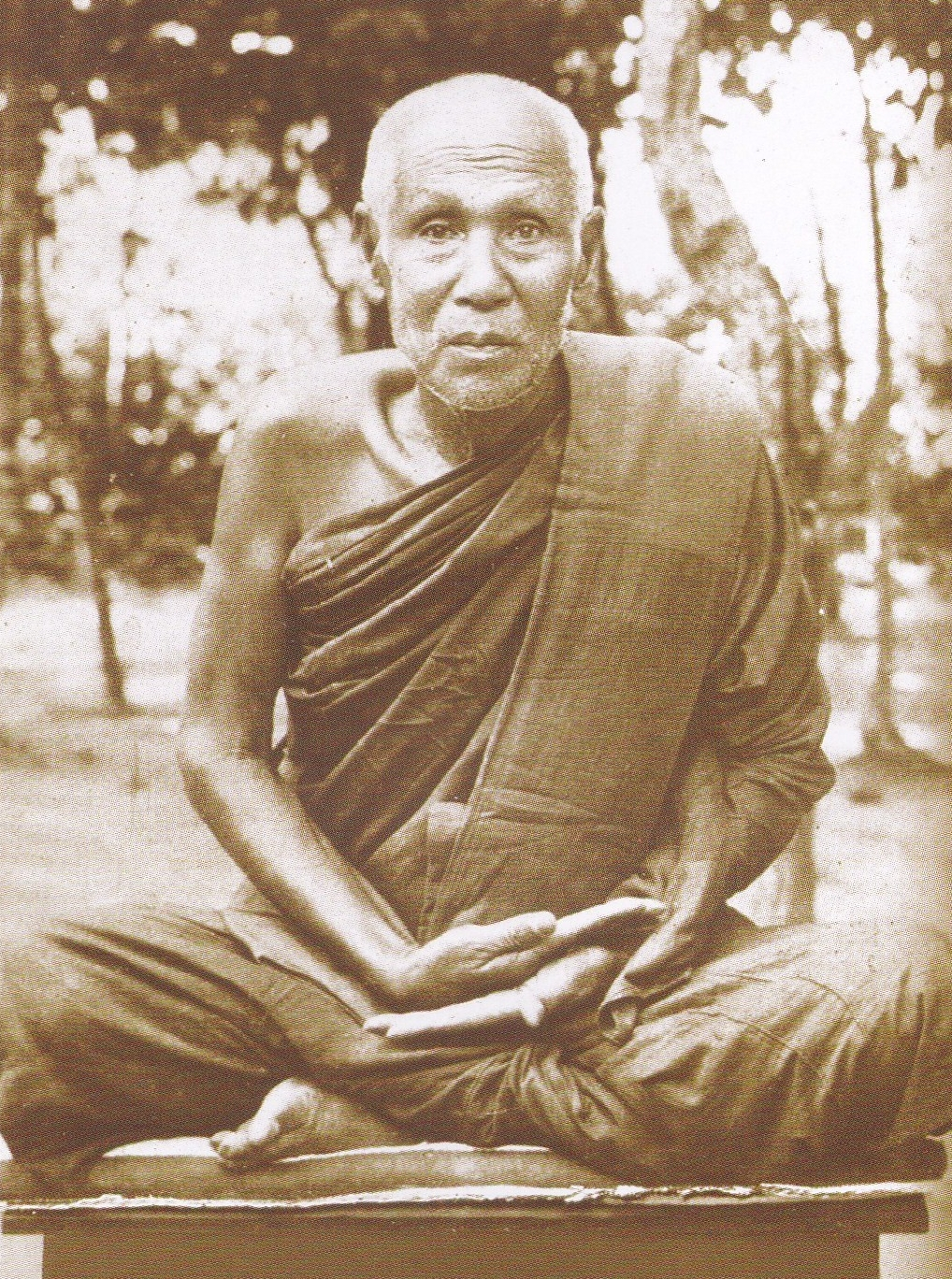
พระครูวิเวกพุทธกิจ (เสาร์ กนฺตสีโล) (Ajahn Sao Kantasilo Mahathera)